# 조현식
조현식(1983년 3월 13일 ~ )은 대한민국의 배우이다.

## 학력
- 백제예술대학교 뮤지컬과 전공 (전문학사)

## 출연 작품

### 드라마
- 《KBS 드라마 스페셜 - 그렇고 그런 사이》 (2013년, KBS2)
- 《KBS 드라마 스페셜 - 나 곧 죽어》 (2014년, KBS2) - 병훈 역
- 《미생》 (2014년, tvN) - 김석호 역
- 《달콤한 비밀》 (2014년, KBS2) - 장 비서 역
- 《내일을 향해 뛰어라》 (2015년, SBS) - 김호동 역
- 《육룡이 나르샤》 (2015년, SBS)
- 《고품격 짝사랑》 (2015년, 웹드라마)
- 《또! 오해영》 (2016년, tvN) - 상석 역 - 음향기사
- 《닥터스》 (2016년, SBS) - 안중대 역
- 《쓸쓸하고 찬란하神 - 도깨비》 (2016년, tvN) - 저승사자 역
- 《내성적인 보스》 (2017년, tvN) - 화장실 남자 2 역
- 《김과장》 (2017년, KBS2) - 원기옥 역
- 《최강 배달꾼》 (2017년, KBS2) - 김길용 역
- 《20세기 소년소녀》 (2017년, MBC) - 봉고요정 역 (특별출연)
- 《고백부부》 (2017년, KBS2) - 2017년 보험설계사 / 1999년 반도의 토목과 선배 역
- 《서른이지만 열일곱입니다》 (2018년, SBS) - 한덕수 역
- 《백일의 낭군님》 (2018년, tvN) - 양내관 역
- 《뷰티 인사이드》 (2018년, JTBC) - 택배기사 역 (특별출연)
- 《복수가 돌아왔다》 (2018년, SBS) - 마영준 역
- 《녹두꽃》 (2019년, SBS) - 억쇠 역
- 《호텔 델루나》 (2019년, tvN) - 404호 고객 역 (특별출연)
- 《그놈이 그놈이다》 (2020년, KBS2) - 강은재 역
- 《닥터 로이어》 (2022년, MBC) - 강대웅 역
- 《놀아주는 여자》 (2024년, JTBC) - 이 피디 역

### 영화
- 《나의 사랑 나의 신부》 (2014년) - 소개팅남 역
- 《여독》 (2015년)
- 《봉이 김선달》 (2016년) - 담파고 창고 경비 역
- 《반드시 잡는다》 (2017년) - 젊은 최씨 역
- 《명당》 (2018년) - 장순규 역
- 《택싱 데이》 (2018년) - 용감한 시민 역
- 《집 이야기》 (2019년) - 경식 역
- 《너의 여자친구》 (2019년) - 유도부 주장 역
- 《속물들》 (2019년) - 현식 역
- 《보이스》 (2021년) - 보이스 1 역
- 《강릉》 (2021년) - 홍덕구 역
- 《범죄도시4》 (2021년) - 대박카지노 매니저 역 (첫 천만영화)

### 뮤지컬
- 《거울공주 평강이야기》 (2004년) - 진 역
- 《헬로 파인데이》 (2012년) - 니훈아 역

### 연극
- 《간다 퍼레이드1. 우리 노래방 가서...얘기 좀 할까?》 (2008년) - 아버지 역
- 《우르르~간다! 세 번째 <내 마음의 안나푸르나>》 (2008년) - 멀티맨 역
- 《옥탑방 고양이》 (2009년) - 뭉치 역
- 《가족오락관》 (2010년) - 아들(명진) 역
- 《작업의 정석》 (2012년) - 멀티남 역
- 《너와 함께라면》 (2012년) - 이발소 종업원 역
- 《칼잡이》 (2013년) - 멀티 역
- 《올모스트 메인》 (2013년)
- 《유도소년》 (2014년) - 태구 역